# Comuna de Rytwiany
Rytwiany (polaco: Gmina Rytwiany) é uma gminy (comuna) na Polónia, na voivodia de Santa Cruz e no condado de Staszowski. A sede do condado é a cidade de Rytwiany.
De acordo com os censos de 2004, a comuna tem 6377 habitantes, com uma densidade 50,5 hab/km².

## Área
Estende-se por uma área de 126,27 km², incluindo:
- área agricola: 44%
- área florestal: 48%

## Demografia
Dados de 30 de Junho 2004:
|                      | Total   | Total | Mulheres | Mulheres | Homens  | Homens |
| -------------------- | ------- | ----- | -------- | -------- | ------- | ------ |
|                      | pessoas | %     | pessoas  | %        | pessoas | %      |
| População            | 6377    | 100   | 3197     | 50,1     | 3180    | 49,9   |
| Densidade (pop./km²) | 50,5    | 100   | 25,3     | 25,3     | 25,2    | 25,2   |

De acordo com dados de 2005, o rendimento médio per capita ascendia a 1708,79 zł.

## Comunas vizinhas
- Łubnice, Oleśnica, Osiek, Połaniec, Staszów, Tuczępy